# Arquidiócesis de Yucatán
La arquidiócesis de Yucatán (en latín: Archidioecesis Yucatanensis) es una circunscripción eclesiástica de la Iglesia católica en México. Se trata de una arquidiócesis latina, sede metropolitana de la provincia eclesiástica de Yucatán. Desde el 1 de junio de 2015 su arzobispo es Gustavo Rodríguez Vega.

## Territorio y organización
La arquidiócesis tiene 39 612 km² y extiende su jurisdicción sobre los fieles católicos de rito latino residentes en estado de Yucatán.
La sede de la arquidiócesis se encuentra en la ciudad de Mérida, en donde se halla la Catedral de San Ildefonso.
La arquidiócesis tiene como sufragáneas a las diócesis de: Campeche, Cancún-Chetumal y Tabasco.
En 2020 en la arquidiócesis existían 113 parroquias.

## Historia
La primera diócesis de Yucatán fue la diócesis Carolense, erigida por el papa León X con la bula Sacri apostolatus ministerio del 24 de enero de 1519, creyendo que la tierra recién descubierta era una isla. La colocó bajo la protección de Santa María de los Remedios, con sede en la isla de Cozumel. Sin embargo, la erección de esta diócesis quedó en el papel hasta 1527, cuando al saberse que Yucatán era parte del continente que Hernán Cortés estaba conquistando, el papa Clemente VII hizo ciertas modificaciones, y el padre Julián Garcés, nombrado primer obispo de Yucatán, estableció su residencia en Tlaxcala cuando llegó a Nueva España, dado que los españoles habían abandonado la conquista de Yucatán por esta nueva tierra. Posteriormente se instaló en Puebla.
Derivando el territorio de esta diócesis, conocida entonces como diócesis de Tlaxcala y hoy como arquidiócesis de Puebla de los Ángeles, la diócesis de Yucatán fue erigida el 19 de noviembre de 1561 en virtud de la bula Super speculam del papa Pío IV. Originalmente fue sufragánea de la arquidiócesis de México.
El primer obispo residente fue fray Francisco Toral, un franciscano que tomó posesión el 15 de agosto de 1561, un año después de su elección. Asistió al primer y al segundo concilio mexicano. 
En 1863 cedió el territorio correspondiente al actual departamento de Petén a la arquidiócesis de Santiago de Guatemala.
El 25 de mayo de 1880 cedió una porción de su territorio para la erección de la diócesis de Tabasco mediante la bula Cum iuxta apostolicum del papa León XIII.
El 23 de junio de 1891 pasó a formar parte de la provincia eclesiástica de la arquidiócesis de Antequera.
El 24 de marzo de 1895 cedió otra porción de territorio para la erección de la diócesis de Campeche mediante la bula Praedecessorum Nostrorum del papa León XIII.
En el siglo XIX el obispo e historiador Crescencio Carrillo y Ancona trató la necesidad de implementar la elevación de la diócesis en arquidiócesis para lo cual solicitó al papa León XIII la división de su sede erigiendo las diócesis sufragáneas de Tabasco y Campeche como primer paso para preparar la erección de Yucatán como arquidiócesis. El 11 de noviembre de 1906 fue elevada al rango de arquidiócesis metropolitana con la bula Quum rei sacrae del papa Pío X. El 6 de marzo de 1907 se recibió en Mérida la bula para erigir la nueva provincia eclesiástica, que le correspondió al obispo Martín Tritschler y Córdova, convirtiéndose en el primer arzobispo de Yucatán.
El 22 de diciembre de 1960, con la carta apostólica Luce collustrans, el papa Juan XXIII proclamó a la Santísima Virgen María de Izamal patrona de la arquidiócesis.
El 23 de mayo de 1970 cedió una porción más de su territorio para la erección de la prelatura territorial de Chetumal (hoy diócesis de Cancún-Chetumal) mediante la bula Qui ad Beati Pauli del papa Pablo VI.

## Estadísticas
Según el Anuario Pontificio 2021 la arquidiócesis tenía a fines de 2020 un total de 1 751 400 fieles bautizados.
| Año                                                                             | Población            | Población | Población      | Sacerdotes | Sacerdotes    | Sacerdotes    | Bautizados por sacerdote | Diáconos permanentes | Religiosos | Religiosos | Parroquias |
| Año                                                                             | Bautizados católicos | Total     | % de católicos | Total      | Clero secular | Clero regular | Bautizados por sacerdote | Diáconos permanentes | Varones    | Mujeres    | Parroquias |
| ------------------------------------------------------------------------------- | -------------------- | --------- | -------------- | ---------- | ------------- | ------------- | ------------------------ | -------------------- | ---------- | ---------- | ---------- |
| 1950                                                                            | 407 500              | 108 000   | 97.3           | 85         | 73            | 12            | 4794                     |                      | 18         | 75         | 33         |
| 1965                                                                            | 637 000              | 700 000   | 91.0           | 150        | 118           | 32            | 4246                     |                      | 59         | 225        | 59         |
| 1970                                                                            | 690 000              | 756 686   | 91.2           | 147        | 121           | 26            | 4693                     |                      | 40         | 265        | 71         |
| 1976                                                                            | 920 000              | 1 005 905 | 91.5           | 156        | 129           | 27            | 5897                     |                      | 44         | 224        | 72         |
| 1980                                                                            | 991 000              | 1 024 000 | 96.8           | 148        | 123           | 25            | 6695                     | 1                    | 38         | 260        | 82         |
| 1990                                                                            | 1 334 871            | 1 570 437 | 85.0           | 171        | 140           | 31            | 7806                     | 5                    | 57         | 273        | 87         |
| 1999                                                                            | 1 438 985            | 1 637 911 | 87.9           | 199        | 158           | 41            | 7231                     | 12                   | 58         | 340        | 91         |
| 2000                                                                            | 1 407 459            | 1 645 000 | 85.6           | 204        | 159           | 45            | 6899                     | 16                   | 58         | 412        | 92         |
| 2001                                                                            | 1 467 459            | 1 655 707 | 88.6           | 199        | 156           | 43            | 7374                     | 16                   | 90         | 393        | 95         |
| 2002                                                                            | 1 517 252            | 1 720 825 | 88.2           | 200        | 155           | 45            | 7586                     | 16                   | 80         | 505        | 95         |
| 2003                                                                            | 1 521 937            | 1 785 054 | 85.3           | 212        | 168           | 44            | 7178                     | 18                   | 112        | 77         | 95         |
| 2004                                                                            | 1 609 060            | 1 838 605 | 87.5           | 219        | 169           | 50            | 7347                     | 24                   | 79         | 520        | 100        |
| 2010                                                                            | 1 743 000            | 1 990 000 | 87.6           | 210        | 161           | 49            | 8300                     | 32                   | 109        | 487        | 103        |
| 2014                                                                            | 1 655 449            | 2 064 151 | 80.2           | 237        | 184           | 53            | 6985                     | 37                   | 76         | 624        | 108        |
| 2017                                                                            | 1 713 215            | 2 097 175 | 81.7           | 238        | 195           | 43            | 7198                     | 40                   | 67         | 417        | 113        |
| 2020                                                                            | 1 751 400            | 2 140 900 | 81.8           | 258        | 207           | 51            | 6788                     | 41                   | 68         | 378        | 113        |
| Fuente: Catholic-Hierarchy, que a su vez toma los datos del Anuario Pontificio. |                      |           |                |            |               |               |                          |                      |            |            |            |